# Jihadi John
Mohammed Emwazi, conhecido como "Jihadi John" (Al Jahra, 17 de agosto de 1988 – Raqqa, 12 de novembro de 2015) foi um cidadão britânico nascido no Kuwait que se acredita ser a pessoa vista em diversos vídeos produzidos pelo grupo terrorista islâmico Estado Islâmico do Iraque e do Levante, entre 2014 e 2015, em que se executam decapitações e outras atrocidades contra prisioneiros. Um grupo de reféns denominaram-no Jihadi John e o identificaram como sendo parte de uma célula de quatro terroristas com sotaque britânico alcunhada como "The Beatles".

## Biografia
Emwazi nasceu na cidade de Al Jahra, no Kuwait, em 1988. Com seis anos se mudou com a família para Londres, no Reino Unido. Ele se formou na escola Quintin Kynaston e depois foi estudar na Universidade de Westminster, se graduando em informática (sistemas de informação e programação) para administração de empresas (com um BSc). Aos 21 anos ele foi para o Kuwait onde trabalhou e iniciou o que parecia ser uma carreira promissora como técnico e vendedor.
Por razões ainda desconhecidas, Emwazi se mudou para a Síria (provavelmente em 2012), um país mergulhado em uma sangrenta guerra civil. Ele alistou-se na Frente al-Nusra, uma organização fundamentalista que pretendia impor a sharia (a lei islâmica) em território sírio. Em algum período entre 2013 e 2014 ele se juntou ao grupo Estado Islâmico do Iraque e do Levante (EIIL).
Ele ganhou atenção internacional em agosto de 2014 quando apareceu em um vídeo executando o refém americano James Foley. Da mesma forma, imagens dele decapitando mais seis estrangeiros (Steven Sotloff, David Haines, Alan Henning, Peter Kassig, Haruna Yukawa e Kenji Goto) chamou a atenção mundial. Em resposta a estes atos, uma coalizão internacional (liderada pelos Estados Unidos e contando com apoio de países da OTAN na Europa e de alguns países do Golfo Pérsico) iniciaram uma intervenção armada na Síria e no Iraque, com o objetivo de denegrir e eventualmente destruir o EIIL. Depois das últimas execuções, o Jihadista John sumiu da mídia e seu paradeiro permaneceu desconhecido. A inteligência britânica (o MI6) e o serviço secreto americano (a CIA) iniciou uma caçada humana para encontrá-lo e levá-lo à justiça.
Em fevereiro de 2015, o jornal The Washington Post identificou o Jihadista John como Mohammed Emwazi, um cidadão britânico (de origem árabe bidune) com vinte e poucos anos, nascido no Kuwait e criado no oeste de Londres, filho de iraquianos. Segundo informações, ele estaria na mira das autoridades britânicas desde 2010. Seu paradeiro permaneceu desconhecido por muito tempo, mas acredita-se que ele tinha tomado refugio na Síria.
Em 12 de novembro de 2015, autoridades dos Estados Unidos relataram que Emwazi foi atingido pelo ataque de um drone em Al-Raqqah, Síria, e no dia seguinte, autoridades britânicas declararam que a morte de Emwazi foi atestada com "alto grau de certeza". Em 19 de janeiro de 2016, a organização Estado Islâmico confirmou sua morte.